# Margita Figuli
Margita Figuli, za svobodna Margita Figuliová, po svatbě Margita Šustrová, pseudonymy Morena, Oľga Morena (2. října 1909, Vyšný Kubín, Uhersko – 27. března 1995, Bratislava, Slovensko) byla slovenská spisovatelka, překladatelka a autorka literatury pro děti a mládež.

## Životopis
Narodila se v rolnické rodině a vzdělání získala ve svém rodišti Dolním Kubíně a Banské Bystrici. Chtěla pokračovat ve studiu, ale její pokus o studium malířství v Praze jí nevyšel. Pracovala jako anglická korespondentka v Tatrabance v Bratislavě, kde pracovala do roku 1941, později se věnovala jen literární činnosti. Při zaměstnání studovala na konzervatoři hru na klavír.

## Tvorba
Margita Figuli je výraznou představitelkou slovenského naturismu v novelistické a románové tvorbě. Publikovat začala už v roce 1930 v časopise Slovenská nedeľa či na kalendářích Tatrabanky, později též v časopisech Elán, Slovenské pohľady, Živena a jiné. V jejích raných pracích dominují témata z prostředí sociální, zeměpisné či společenské periferie, později také láska, sociální soucit a současné společenské problémy. Kromě vlastní tvorby sporadicky překládala z češtiny (Karel Čapek, Karel Jaromír Erben a jiní).

## Ocenění
- 1947 – národní cena za román Babylon
- 1964 – jmenována zasloužilou umělkyní
- 1974 – jmenována národní umělkyní

## Dílo

### Próza
- 1932 – List od otca
- 1936 – Uzlík tepla, v spolupráci s Kolomanem Sokolem
- 1937 – Pokušenie, sbírka 10 novel (sestavil Ján Smrek)
- 1938 – Čierny býk
- 1940 – Olovený vták, pacifistická novela, ve které vyjádřila svůj protest proti válce
- 1940 – Tri gaštanové kone, román
- 1942 – Tri noci a tri sny, bibliofilie (ilustroval Ľudovít Fulla)
- 1946 – Babylon, monumentální čtyřsvazkový román (v roce 1956 vyšel znovu, ale v upravené verzi)
- 1949 – Zuzana, fragment románu (časopisecky vyšel už v roce 1939)
- 1969 – Životopisné legendy, (vydal básník Theo H. Florin)
- 1973 – Rebeka
- 1974 – Vietor v nás, román
- Vlci v dolinách, nedokončený a nevydaný román o Slovenském národním povstání; publikovala z něj jen úryvky

### Pro děti a mládež
- 1956 – Mladosť, autobiografická románová kronika
- 1963 – Môj prvý list
- 1964 – Ariadnina nit
- 1980 – Balada o Jurovi Jánošíkovi, veršovaná balada

### Ostatní díla
- 1942 – Sen o živote alebo Život Shelleyho, dramatická reflexe pro rozhlas (na námět knihy André Maurois – Ariel alebo Život Shelleyho) o P. B. Shelleym
- 1959 – Rytierska balada, libreto k baletu (autor baletu Šimon Jurovský)